# Bârzești, Arad
Bârzești este un sat în comuna Archiș din județul Arad, Crișana, România.
Localitatea este situată în Depresiunea Zarand, la poalele munților Codru-Moma. Este așezat pe o terasă în imediata apropiere a văii cu același nume, care după ce străbate satele Nermiș și Archiș se varsă în valea râului Teuz.